# Перелік об'єктів культурної спадщини Солом'янського району
Перелік об'єктів культурної спадщини Києва
Правий берег
- Голосіївський район

- Байкове кладовище

- Оболонський район
- Печерський район
- Подільський район
- Святошинський район
- Солом'янський район
- Шевченківський район

- Лук'янівське кладовище

Лівий берег
- Дарницький район
- Деснянський район
- Дніпровський район

У статті наведений перелік об'єктів культурної спадщини Солом'янського району міста Києва станом на 1 січня 2012 року.
Джерело інформації: перелік об'єктів культурної спадщини міста Києва, оприлюднений Головним управлянням охорони культурної спадщини КМДА 15 лютого 2012 року на офіційному сайті. Як повідомило Управління, перелік складений на підставі наявної інформації; передбачається регулярне оновлення інформації згідно з новими документами, виданими державними та місцевими органами влади.
На сайті Управління зазначено:

| В кожному окремому випадку для визначення статусу об'єкту необхідно звернутись до Головного управління охорони культурної спадщини виконавчого органу Київської міської ради (Київської міської державної адміністрації) з відповідним запитом у зв'язку зі змінами назв вулиць, нумерації будинків, літерних позначень та моніторингу стану об'єктів культурної спадщини на поточний період[2]. |
Статус об'єктів культурної спадщини затверджується:
- Пам'ятки національного значення — Постановами Ради міністрів УРСР, Кабінету Міністрів України.
- Пам'ятки місцевого значення — Рішеннями Київського міськвиконкому, Розпорядженнями КМДА, Наказами Міністерства культури України.
- Щойно виявлені об'єкти культурної спадщини — Наказами Комітету, або Управління (Головного управління) охорони пам'яток (культурної спадщини).

Відповідно кольором в списку позначені:
|  | Пам'ятки національного значення |
|  | Пам'ятки місцевого значення     |

## Об'єкти культурної спадщини Солом'янського району
| Номер | Назва | Дати                                                             | Адреса                                      | Охоронний номер      | Документ про взяття на облік |
| ----- | --- | ---------------------------------------------------------------- | ------------------------------------------- | -------------------- | --- |
| 1     | Будинок житловий (Корпус № 1) | 1954                                                             | Антонова Авіаконструктора вул., 2/32        |                      | Наказ Головного управління охорони культурної спадщини від 24.03.2008 № 10/06-08, житлова архітектура |
|       | Комплекс житлових будинків Київського вищого військового авіаційного інженерного училища | 1914—1918                                                        | Антонова Авіаконструктора вул., 2/32        |                      | Наказ Головного управління охорони культурної спадщини від 24.03.2008 № 10/06-08, житлова архітектура |
| 2     | Вокзал залізничний | 1927—1932                                                        | Вокзальна пл.                               | № 193                | Рішення виконавчого комітету Київської міськради народних депутатів від 21.01.1986 № 49, цивільна архітектура |
|       | Комплекс Київського метрополітену | 2-га полов. XX ст                                                |                                             |                      | Наказ Головного управління охорони культурної спадщини від 25.06.2011 № 10/38-11, архітектура та містобудування |
| 3     | Станція метрополітену «Вокзальна» | 1960                                                             | Вокзальна пл.                               | № 192                | Рішення виконавчого комітету Київської міськради народних депутатів від 21.01.1986 № 49, Монументально-декоративне мистецтво |
| 4     | Пам'ятник радянським воїнам — жителям селища Совки, що загинули в роки Великої Вітчизняної війни | 1970                                                             | Каменярів вул.                              |                      | Рішення виконавчого комітету Київської міськради народних депутатів від 22.02.1971 № 301, монументальна скульптура |
| 5     | Пам'ятний знак на честь 30-річчя Перемоги у Великій Вітчизняній війні | 1975                                                             | Козелецька вул., 3                          |                      | Рішення виконавчого комітету Київської міськради народних депутатів від 21.08.1975 № 840, монументальна скульптура |
| 6     | Будинок київського авіаційного інституту, в якому в якому працював Челомій В. М., вчений у галузі механіки, академік; навчалися та працювали відомі вчені науки і техніки                                                                                              | 1950-і рр.                                                       | Любомира Гузара пр-т, 1                     |                      | Наказ Головного управління охорони культурної спадщини від 10.06.2011 № 10/34-11, історія |
| 7     | Пам'ятне місце розстрілу робітників — залізничників | 1903                                                             | Кривоноса Петра пл.                         |                      | Наказ Головного управління охорони культурної спадщини від 25.09.2006 № 53, історія |
| 8     | Пам'ятник-паровоз на честь бойових та трудових подвигів київських залізничників | 1982                                                             | Мокра вул.                                  |                      | Рішення виконавчого комітету Київської міськради народних депутатів від 30.07.1984 № 693, Визначне місце |
| 9     | Будинок локомотивного депо, де у 1939-41рр. працював Голованьов С. П., машиніст, командир бронепоїзда «Літер Б», який загинув при обороні Києва | 1903 (дата спорудження); 1903, 1917—1918, 1941—1945 (дати події) | Мокра вул., 1                               |                      | Рішення виконавчого комітету Київської міськради народних депутатів від 17.11.1987 № 1112, історія |
| 10    | Пам'ятний знак (обеліск з меморіальною дошкою) на історичному місці на території локомотивного депо, робітники якого були розстріляні 23 липня (5 серпня) 1903 р. під час мітингу на підтримку Всеросійського загального політичного страйку                           | 1903, 1963 (обеліск)                                             | Мокра вул., 1                               |                      | Рішення виконавчого комітету Київської міськради народних депутатів від 22.02.1971 № 301, монументальна скульптура |
| 11    | Пам'ятний знак на честь робітників локомотивного депо, які загинули в роки Великої Вітчизняної війни | 1917—1918; 1941—1945; встановлено у 1968                         | Мокра вул., 1                               |                      | Рішення виконавчого комітету Київської міськради народних депутатів від 27.01.1970 № 159, монументальна скульптура |
| 12    | Будинок житловий | поч. XX ст.                                                      | Генерала Генадія Воробйова вул., 1/26       |                      | Наказ Головного управління охорони культурної спадщини від 25.09.2006 № 53, житлова архітектура |
|       | Житлові будинки для офіцерів-вихователів Миколаївського артилерійського училища |                                                                  | Генерала Генадія Воробйова вул., 1/26, 3, 5 |                      | |
| 13    | Будинок житловий | поч. XX ст.                                                      | Генерала Генадія Воробйова вул., 3          |                      | Наказ Головного управління охорони культурної спадщини від 25.09.2006 № 53, житлова архітектура |
| 14    | Будинок житловий | поч. XX ст.                                                      | Генерала Генадія Воробйова вул., 5          |                      | Наказ Головного управління охорони культурної спадщини від 25.09.2006 № 53, житлова архітектура |
| 15    | Пам'ятник Корольову С. П., вченому, засновнику ракетобудування | 1974                                                             | Вацлава Гавела бульв. 8                     |                      | Рішення виконавчого комітету Київської міськради народних депутатів від 17.11.1987 № 1112, монументальна скульптура |
| 16    | Пам'ятний знак робітникам машинобудівного заводу ім. Лепсе І., що загинули у роки Великої Вітчизняної війни |                                                                  | Вацлава Гавела бульв. 24                    |                      | Рішення виконавчого комітету Київської міськради народних депутатів від 17.11.1987 № 1112, монументальна скульптура |
|       | Залізнична колонія |                                                                  |                                             |                      | |
| 17    | Технічне училище обслуговчого персоналу залізниці | кін. XIX — поч. XX ст.                                           | Івана Огієнка вул., 15                      |                      | Наказ Управління охорони пам'яток історії, культури та історичного середовища від 18.09.2002 № 157, цивільна архітектура |
| 18    | Пам'ятник Стражеску М. Д., радянському терапевту, академіку АН СРСР та Академії медичних наук | 1977                                                             | Святослава Хороброго вул., 5                |                      | Рішення виконавчого комітету Київської міськради народних депутатів від 04.08.1980 № 1102, монументальна скульптура |
| 19    | Церква Покровська | 1893—1997, 1914 (надбудова)                                      | Патріарха Мстислава Скрипника 20/1          | № 188                | Рішення виконавчого комітету Київської міськради народних депутатів від 21.01.1986 № 49, Культова архітектура |
| 20    | Палац одружень (Палац урочистих подій) | 1981                                                             | Берестейський просп., 11                    |                      | Наказ Головного управління охорони культурної спадщини від 11.05.2010 № 10/25-10 |
| 21    | Скульптурна композиція «Птахи, що злітають» |                                                                  | Берестейський просп., 11                    |                      | Наказ Головного управління охорони культурної спадщини від 11.05.2010 № 10/25-10 |
| 22    | Скульптурна композиція «Материнство» |                                                                  | Берестейський просп., 11                    |                      | Наказ Головного управління охорони культурної спадщини від 11.05.2010 № 10/25-10 |
|       | Комплекс споруд Київського політехнічного інституту | кін. XIX — поч. XX ст.                                           | Берестейський просп., 37                    | № 260038/0           | Постанова Кабінету Міністрів України від 03.09.2009 № 928, історія |
| 23    | Будинок житловий № 5 професорсько-викладацького складу, в якому у 1921-32рр. жив Бобров В. Ф., ректор КПІ, перший директор авіаційного заводу, член авіаційного товариства                                                                                             | 1909—1910, 1996—1998 (ремонтно-реставраційні роботи)             | Берестейський просп., 37                    | № 260038/3, № 1/9    | Постанова Кабінету Міністрів України від 03.09.2009 № 928, Рішення виконавчого комітету Київської міськради народних депутатів від 22.11.1982 № 1804, історія, житлова архітектура, містобудівельне мистецтво                     |
| 24    | Корпус головний, де у 1905 р. відбулось І засідання Київради робочих депутатів; у 1917-1918 рр. містився штаб Червоноармійських робітничих загонів Шулявського району; у 1924-26 рр. вчився Корольов С. П., конструктор, академік                                      | 1898—1901; 1930 (добудова)                                       | Берестейський просп., 37                    | № 260038/1, № 1/1    | Постанова Кабінету Міністрів України від 03.09.2009 № 928, Рішення виконавчого комітету Київської міськради народних депутатів від 22.11.1982 № 1804, історія, житлова архітектура, містобудівельне мистецтво                     |
| 25    | Пам'ятний знак на честь Шулявської республіки | 1986                                                             | Берестейський просп., 37                    |                      | Наказ Головного управління охорони культурної спадщини від 25.06.2011 № 10/38-11, монументальна скульптура |
| 26    | Їдальня, якою з 1909 р. опікувався комітет Товариства допомоги нужденним студентам, влаштовувалися студентські зібрання і засідання «Професорського клубу» | 1902—1903                                                        | Берестейський просп., 37                    | № 260038/5, № 114-Кв | Постанова Кабінету Міністрів України від 03.09.2009 № 928-історія, Наказ Міністерства культури і туризму України від 03.02.2010 № 58/0/16-10 — архітектура, історія, житлова архітектура, містобудівельне мистецтво               |
| 27    | Будинок хімічного відділення, де у 1899—1906 рр. працював Коновалов М. І., хімік-органік, перший декан відділення, згодом-ректор КПІ; вчився та працював Бардін І. П., хімік, академік та інші                                                                         | 1898—1899; 1930-і рр.(прибудова)                                 | Берестейський просп., 37                    | № 260038/8, № 1/2    | Постанова Кабінету Міністрів України від 03.09.2009 № 928, Рішення виконавчого комітету Київської міськради народних депутатів від 22.11.1982 № 1804, історія, житлова архітектура, містобудівельне мистецтво                     |
| 28    | Механічні майстерні (ковальський, модельний, ливарний, механічний цехи), де проводилися практичні навчання, наукові дослідження та експерименти, направлені на сприяння розвиткові різних галузей промисловості та сільського господарства                             | 1898—1901; 1919, 1930-і рр. (прибудова)                          | Берестейський просп., 37                    | № 260038/9, № 1/3    | Постанова Кабінету Міністрів України від 03.09.2009 № 928, Рішення виконавчого комітету Київської міськради народних депутатів від 22.11.1982 № 1804, історія, житлова архітектура, містобудівельне мистецтво                     |
| 29    | Пам'ятник викладачам і студентам Політехнічного інституту, що загинули в роки Великої Вітчизняної війни | 1967                                                             | Берестейський просп., 37                    |                      | Рішення виконавчого комітету Київської міськради народних депутатів від 27.01.1970 № 159, монументальна скульптура |
| 30    | Парк КПІ | 1899—1901                                                        | Берестейський просп., 37                    | № 1/10               | Рішення виконавчого комітету Київської міськради народних депутатів від 22.11.1982 № 1804, Рішення виконавчого комітету Київської міськради народних депутатів від 20.03.1972 № 363, садово-паркове мистецтво                     |
| 31    | Будинок житловий № 1 службовців | 1898—1899                                                        | Берестейський просп., 37                    | № 260038/2, № 1/6    | Постанова Кабінету Міністрів України від 03.09.2009 № 928, Рішення виконавчого комітету Київської міськради народних депутатів від 22.11.1982 № 1804, історія, житлова архітектура, містобудівельне мистецтво                     |
| 32    | Будинок житловий № 4 професорсько-викладацького складу | 1910                                                             | Берестейський просп., 37                    | № 260038/6, № 1/8    | Постанова Кабінету Міністрів України від 03.09.2009 № 928, Рішення виконавчого комітету Київської міськради народних депутатів від 22.11.1982 № 1804, історія, житлова архітектура, містобудівельне мистецтво                     |
| 33    | Будинок житловий № 2 службовців | 1898—1900                                                        | Берестейський просп., 37                    | № 260038/7, № 1/7    | Постанова Кабінету Міністрів України від 03.09.2009 № 928, Рішення виконавчого комітету Київської міськради народних депутатів від 22.11.1982 № 1804, історія, житлова архітектура, містобудівельне мистецтво                     |
| 34    | Амбулаторія | 1909                                                             | Берестейський просп., 37                    | № 260038/4, № 1/5    | Постанова Кабінету Міністрів України від 03.09.2009 № 928, Рішення виконавчого комітету Київської міськради народних депутатів від 22.11.1982 № 1804, історія, цивільна архітектура, містобудівельне мистецтво                    |
| 35    | Будинок житловий робітників заводу «Більшовик», в якому у 1941 р. містилася підпільна квартира родини Хохлових — членів підпільного горкому КП(б)У | 1937                                                             | Берестейський просп., 43                    | № 226                | Рішення виконавчого комітету Київської міськради народних депутатів від 18.11.1986 № 1107, Рішення виконавчого комітету Київської міськради народних депутатів від 21.08.1975 № 840, історія, Монументально-декоративне мистецтво |
| 36    | Будинок житловий робітників заводу «Більшовик» | 1940, 1946—1950                                                  | Берестейський просп., 45                    | № 227                | Рішення виконавчого комітету Київської міськради народних депутатів від 18.11.1986 № 1107, житлова архітектура |
| 37    | Церква Дмитрія Солунського | поч. XX ст.                                                      | Повітряних Сил просп., 1                    |                      | Наказ Головного управління культурної спадщини від 03.08.2009 № 10/42-09, Культова архітектура |
| 38    | Спортивний басейн Київського військового округу | 1955                                                             | Повітряних Сил просп., 4                    |                      | Наказ Головного управління охорони культурної спадщини від 25.09.2006 № 53, цивільна архітектура |
| 39    | Володимирський кадетський корпус (з 1919 р. — будинок Київського військового округу), де навчалися відомі діячи доби національно-визвольних змагань 1917-21 рр.; в якому працювали маршали, ГРС: у 1945—1953 рр. Гречко А. А.,у 1953-60 рр. Чуйков В. І.та інші        | 1849—1852                                                        | Повітряних Сил просп., 6                    |                      | Наказ Головного управління охорони культурної спадщини від 25.06.2011 № 10/38-11, Рішення виконавчого комітету Київської міськради народних депутатів від 27.01.1970 № 159, історія, цивільна архітектура                         |
| 40    | Меморіальні дошки на честь Жукова Г. К. та Гречка А. А., маршалів Радянського Союзу, учасників Великої Вітчизняної війни | 1977                                                             | Повітряних Сил просп., 6                    |                      | Рішення виконавчого комітету Київської міськради народних депутатів від 05.09.1977 № 1332, монументально-декоративне мистецтво |
|       | Комплекс споруд артилерійського училища |                                                                  | Повітряних Сил, 28                          |                      | |
| 41    | Речовий склад | 1914—1918                                                        | Повітряних Сил просп., 28                   |                      | Наказ Головного управління охорони культурної спадщини від 25.09.2006 № 53, цивільна архітектура |
| 42    | Будинок артилерійського училища, де навчався Черняхівський І. Д., генерал | 1925—1927                                                        | Повітряних Сил просп., 28                   |                      | Рішення виконавчого комітету Київської міськради народних депутатів від 27.01.1970 № 159, цивільна архітектура, історія |
|       | Комплекс споруд Київського вищого військового авіаційного інженерного училища |                                                                  |                                             |                      | |
| 43    | Будинок головного корпусу училища (корпус 11) | 1950; 1952 (надбудова)                                           | Повітряних Сил просп., 30 г                 |                      | Наказ Головного управління охорони культурної спадщини від 24.03.2008 № 10/06-08, цивільна архітектура |
| 44    | Пам'ятний знак студентам і викладачам Київського інженерно-будівельного інституту, що загинули в роки Великої Вітчизняної війни | 1941—1945; встановлено у 1985                                    | Повітряних Сил просп., 31                   |                      | Рішення виконавчого комітету Київської міськради народних депутатів від 17.11.1987 № 1112, монументальна скульптура |
| 45    | Пам'ятник Островському М. О., радянському письменнику | 1971                                                             | Повітряних Сил просп., 35                   |                      | Рішення виконавчого комітету Київської міськради народних депутатів від 04.08.1980 № 1102, монументальна скульптура |
| 46    | Виробничий цех головних залізничних майстерень (КВРЗ) | 1910-і рр., 1940-і рр. (відбудова)                               | Січеславська вул., 2                        |                      | Наказ Головного управління охорони культурної спадщини від 25.06.2011 № 10/38-11, Помислова архітектура, історія |
| 47    | Головні залізничні майстерні (ВАТ «Київський електровагоноремонтний завод»), де у 1879 р. був проведений перший у Києві переможний страйк за поліпшення умов праці, відбувалися важливі історичні події; у 1926-41 рр. працював Кудряшов В.C., Герой Радянського Союзу | 1868-1910-і рр.                                                  | Січеславська вул., 2                        |                      | Рішення виконавчого комітету Київської міськради народних депутатів від 27.01.1970 № 159, Помислова архітектура, історія |
| 48    | Будинок паровозної лабораторії головних залізничних майстерень (КВРЗ), де у 1880-х рр. працював Бородін О. П. інженер-транспортник, вчений. | 1881                                                             | Січеславська вул., 2                        |                      | Наказ Головного управління охорони культурної спадщини від 25.06.2011 № 10/38-11, Рішення виконавчого комітету Київської міськради народних депутатів від 30.07.1984 № 693, помислова архітектура, історія                        |
| 49    | Будинок вагонного цеху головних залізничних майстерень (КВРЗ), де у 1921-22 рр. працював Островський М. О., радянський письменник | 1869, 1940-і рр. (відбудова)                                     | Січеславська вул., 2                        |                      | Наказ Головного управління охорони культурної спадщини від 25.06.2011 № 10/38-11, Рішення виконавчого комітету Київської міськради народних депутатів від 27.01.1970 № 159, Помислова архітектура, історія                        |
| 50    | Цех цех головних залізничних майстерень (їдальня КИРЗ) | 1910-і рр.                                                       | Січеславська вул., 2                        |                      | Наказ Головного управління охорони культурної спадщини від 25.06.2011 № 10/38-11, помислова архітектура |
| 51    | Старий (історичний) корпус бактеріологічного інституту корпус в якому працювали Високович В. К., Павловський О. Д., Підвисоцький В. В., Тимофєєвський О. Д. | 1896                                                             | Протасів Яр узвіз 4                         | № 189                | Рішення виконавчого комітету Київської міськради народних депутатів від 21.01.1986 № 49 цивільна архітектура |
| 52    | Вірусологічний корпус, в якому працювали Громашевський Л. В., Сиротинін М. М. | 1946                                                             | Протасів Яр узвіз 4                         |                      | Рішення виконавчого комітету Київської міськради народних депутатів від 30.07.1984 № 693, історія |
|       | Солом'янське кладовище |                                                                  | Солом'янська пл.                            |                      | |
| 53    | Меморіал працівникам органів внутрішніх справ, загиблим під час виконання службових обов'язків | 1996—1997                                                        | Солом'янська пл.                            | № 260045             | Постанова Кабінету Міністрів України від 03.09.2009 № 928, монументальна скульптура, історія |
| 54    | Братська могила, в якій поховані воїни Радянської армії та партизани, що загинули в роки Великої Вітчизняної війни (6 могил) | 1941 (поховання), 1974 (перепоховання)                           | Солом'янська пл.                            |                      | Рішення виконавчого комітету Київської міськради народних депутатів від 30.07.1984 № 693, історія |
| 55    | Братські могили, в яких поховані воїни Радянської армії, що загинули в роки Великої вітчизняної війни (40 могил — 329 воїнів) | 1974 (перепоховання)                                             | Солом'янська пл.                            |                      | Рішення виконавчого комітету Київської міськради народних депутатів від 30.07.1984 № 693, історія |
| 56    | Братська могила, в якій поховані воїни Радянської армії, що загинули в роки Великої Вітчизняної війни (10 могил) | 1974 (перепоховання)                                             | Солом'янська пл.                            |                      | Рішення виконавчого комітету Київської міськради народних депутатів від 30.07.1984 № 693, історія |
| 57    | Братська могила, в якій поховані воїни Радянської армії, що загинули в роки Великої Вітчизняної війни (10 могил) | 1974 (перепоховання)                                             | Солом'янська пл.                            |                      | Рішення виконавчого комітету Київської міськради народних депутатів від 30.07.1984 № 693, історія |
| 58    | Братська могила, в якій поховані воїни Радянської армії, що загинули в роки Великої Вітчизняної війни (10 могил) | 1974 (перепоховання)                                             | Солом'янська пл.                            |                      | Рішення виконавчого комітету Київської міськради народних депутатів від 30.07.1984 № 693, історія |
| 59    | Братська могила, в якій поховані воїни Радянської армії, що загинули в роки Великої Вітчизняної війни (10 могил) | 1974 (перепоховання)                                             | Солом'янська пл.                            |                      | Рішення виконавчого комітету Київської міськради народних депутатів від 17.11.1987 № 1112, історія |
| 60    | Братська могила, в якій поховані воїни Радянської армії, що загинули в роки Великої Вітчизняної війни (10 могил) | 1941 (поховання) , 1974 (перепоховання)                          | Солом'янська пл.                            |                      | Рішення виконавчого комітету Київської міськради народних депутатів від 30.07.1984 № 693, історія |
| 61    | Братська могила, в якій поховані воїни Радянської армії, що загинули в роки Великої Вітчизняної війни (10 могил) | 1974 (перепоховання)                                             | Солом'янська пл.                            |                      | Рішення виконавчого комітету Київської міськради народних депутатів від 30.07.1984 № 693, історія |
| 62    | Братська могила, в якій поховані воїни Радянської армії, що загинули в роки Великої Вітчизняної війни (10 могил) | 1974 (перепоховання)                                             | Солом'янська пл.                            |                      | Рішення виконавчого комітету Київської міськради народних депутатів від 30.07.1984 № 693, історія |
| 63    | Братська могила, в якій поховані воїни Радянської армії, що загинули в роки Великої Вітчизняної війни (10 могил) | 1974 (перепоховання)                                             | Солом'янська пл.                            |                      | Рішення виконавчого комітету Київської міськради народних депутатів від 30.07.1984 № 693, історія |
| 64    | Братська могила, в якій поховані воїни Радянської армії, що загинули в роки Великої Вітчизняної війни (10 могил) | 1974 (перепоховання)                                             | Солом'янська пл.                            |                      | Рішення виконавчого комітету Київської міськради народних депутатів від 30.07.1984 № 693, історія |
| 65    | Братська могила, в якій поховані воїни Радянської армії, що загинули в роки Великої вітчизняної війни (10 могил) | 1974 (перепоховання)                                             | Солом'янська пл.                            |                      | Рішення виконавчого комітету Київської міськради народних депутатів від 30.07.1984 № 693, історія |
| 66    | Братська могила, в якій поховані воїни Радянської армії, що загинули в роки Великої Вітчизняної війни (10 могил) | 1974 (перепоховання)                                             | Солом'янська пл.                            |                      | Рішення виконавчого комітету Київської міськради народних депутатів від 30.07.1984 № 693, історія |
| 67    | Братська могила, в якій поховані воїни Радянської армії, що загинули в роки Великої Вітчизняної війни (10 могил) | 1974 (перепоховання)                                             | Солом'янська пл.                            |                      | Рішення виконавчого комітету Київської міськради народних депутатів від 30.07.1984 № 693, історія |
| 68    | Братська могила, в якій поховані воїни Радянської армії, що загинули в роки Великої Вітчизняної війни (10 могил) | 1974 (перепоховання)                                             | Солом'янська пл.                            |                      | Рішення виконавчого комітету Київської міськради народних депутатів від 30.07.1984 № 693, історія |
| 69    | Братська могила, в якій поховані воїни Радянської армії, що загинули в роки Великої Вітчизняної війни (23 могил) | 1974 (перепоховання)                                             | Солом'янська пл.                            |                      | Рішення виконавчого комітету Київської міськради народних депутатів від 30.07.1984 № 693, історія |
| 70    | Братська могила, в якій поховані воїни Радянської армії, що загинули в роки Великої Вітчизняної війни (7 могил) | 1974 (перепоховання)                                             | Солом'янська пл.                            |                      | Рішення виконавчого комітету Київської міськради народних депутатів від 30.07.1984 № 693, історія |
| 71    | Братська могила, в якій поховані воїни Радянської армії, що загинули в роки Великої Вітчизняної війни (7 могил) | 1974 (перепоховання)                                             | Солом'янська пл.                            |                      | Рішення виконавчого комітету Київської міськради народних депутатів від 30.07.1984 № 693, історія |
| 72    | Братська могила, в якій поховані воїни Радянської армії, що загинули в роки Великої Вітчизняної війни (7 поховань) | 1974 (перепоховання)                                             | Солом'янська пл.                            |                      | Рішення виконавчого комітету Київської міськради народних депутатів від 30.07.1984 № 693, історія |
| 73    | Братська могила, в якій поховані воїни Радянської армії, що загинули в роки Великої Вітчизняної війни (8 могил) | 1974 (перепоховання)                                             | Солом'янська пл.                            |                      | Рішення виконавчого комітету Київської міськради народних депутатів від 30.07.1984 № 693, історія |
| 74    | Братська могила, в якій поховані воїни Радянської армії, що загинули в роки Великої Вітчизняної війни (8 могил) | 1974 (перепоховання)                                             | Солом'янська пл.                            |                      | Рішення виконавчого комітету Київської міськради народних депутатів від 30.07.1984 № 693, історія |
| 75    | Братська могила, в якій поховані воїни Радянської армії, що загинули в роки Великої Вітчизняної війни (8 могил) | 1974 (перепоховання)                                             | Солом'янська пл.                            |                      | Рішення виконавчого комітету Київської міськради народних депутатів від 30.07.1984 № 693, історія |
| 76    | Братська могила, в якій поховані воїни Радянської армії, що загинули в роки Великої Вітчизняної війни (8 могил) | 1974 (перепоховання)                                             | Солом'янська пл.                            |                      | Рішення виконавчого комітету Київської міськради народних депутатів від 30.07.1984 № 693, історія |
| 77    | Братська могила, в якій поховані воїни Радянської армії, що загинули в роки Великої Вітчизняної війни (8 могил) | 1974 (перепоховання)                                             | Солом'янська пл.                            |                      | Рішення виконавчого комітету Київської міськради народних депутатів від 30.07.1984 № 693, історія |
| 78    | Братська могила, в якій поховані воїни Радянської армії, що загинули в роки Великої вітчизняної війни (8 могил) | 1974 (перепоховання)                                             | Солом'янська пл.                            |                      | Рішення виконавчого комітету Київської міськради народних депутатів від 30.07.1984 № 693, історія |
| 79    | Братська могила, в якій поховані воїни Радянської армії, що загинули в роки Великої Вітчизняної війни (8 могил) | 1974 (перепоховання)                                             | Солом'янська пл.                            |                      | Рішення виконавчого комітету Київської міськради народних депутатів від 30.07.1984 № 693, історія |
| 80    | Братська могила, в якій поховані воїни Радянської армії, що загинули в роки Великої Вітчизняної війни (8 могил) | 1974 (перепоховання)                                             | Солом'янська пл.                            |                      | Рішення виконавчого комітету Київської міськради народних депутатів від 30.07.1984 № 693, історія |
| 81    | Братська могила, в якій поховані воїни Радянської армії, що загинули в роки Великої Вітчизняної війни (8 могил) | 1974 (перепоховання)                                             | Солом'янська пл.                            |                      | Рішення виконавчого комітету Київської міськради народних депутатів від 30.07.1984 № 693, історія |
| 82    | Братська могила, в якій поховані воїни Радянської армії, що загинули в роки Великої Вітчизняної війни (8 могил) | 1974 (перепоховання)                                             | Солом'янська пл.                            |                      | Рішення виконавчого комітету Київської міськради народних депутатів від 30.07.1984 № 693, історія |
| 83    | Братська могила, в якій поховані воїни Радянської армії, що загинули в роки Великої Вітчизняної війни (8 могил) | 1974 (перепоховання)                                             | Солом'янська пл.                            |                      | Рішення виконавчого комітету Київської міськради народних депутатів від 30.07.1984 № 693, історія |
| 84    | Братська могила, в якій поховані воїни Радянської армії, що загинули в роки Великої Вітчизняної війни (8 могил) | 1974 (перепоховання)                                             | Солом'янська пл.                            |                      | Рішення виконавчого комітету Київської міськради народних депутатів від 30.07.1984 № 693, історія |
| 85    | Братська могила, в якій поховані воїни Радянської армії, що загинули в роки Великої Вітчизняної війни (8 могил) | 1974 (перепоховання)                                             | Солом'янська пл.                            |                      | Рішення виконавчого комітету Київської міськради народних депутатів від 30.07.1984 № 693, історія |
| 86    | Братська могила, в якій поховані воїни Радянської армії, що загинули в роки Великої Вітчизняної війни (8 могил) | 1974 (перепоховання)                                             | Солом'янська пл.                            |                      | Рішення виконавчого комітету Київської міськради народних депутатів від 30.07.1984 № 693, історія |
| 87    | Пам'ятник Островскому М., письменнику | 1971                                                             | Солом'янська пл. 31/33                      |                      | Рішення виконавчого комітету Київської міськради народних депутатів від 22.02.1971 № 301, монументальна скульптура |
| 88    | Братська могила, в якій поховані воїни Радянської армії, що загинули в роки Великої Вітчизняної війни (8 могил) | 1974 (перепоховання)                                             | Солом'янська пл.                            |                      | Рішення виконавчого комітету Київської міськради народних депутатів від 30.07.1984 № 693, історія |
| 89    | Братська могила, в якій поховані воїни Радянської армії, що загинули в роки Великої Вітчизняної війни (8 могил) | 1974 (перепоховання)                                             | Солом'янська пл.                            |                      | Рішення виконавчого комітету Київської міськради народних депутатів від 30.07.1984 № 693, історія |
| 90    | Братська могила, в якій поховані воїни Радянської армії, що загинули в роки Великої Вітчизняної війни (9 могил) | 1974 (перепоховання)                                             | Солом'янська пл.                            |                      | Рішення виконавчого комітету Київської міськради народних депутатів від 30.07.1984 № 693, історія |
| 91    | Братська могила, в якій поховані воїни Радянської армії, що загинули в роки Великої Вітчизняної війни (9 могил) | 1974 (перепоховання)                                             | Солом'янська пл.                            |                      | Рішення виконавчого комітету Київської міськради народних депутатів від 30.07.1984 № 693, історія |
| 92    | Братська могила, в якій поховані воїни Радянської армії, що загинули в роки Великої Вітчизняної війни (9 могил) | 1974 (перепоховання)                                             | Солом'янська пл.                            |                      | Рішення виконавчого комітету Київської міськради народних депутатів від 30.07.1984 № 693, історія |
| 93    | Братська могила, в якій поховані воїни Радянської армії, що загинули в роки Великої Вітчизняної війни (9 могил) | 1974 (перепоховання)                                             | Солом'янська пл.                            |                      | Рішення виконавчого комітету Київської міськради народних депутатів від 30.07.1984 № 693, історія |
| 94    | Братська могила, в якій поховані воїни Радянської армії, що загинули в роки Великої Вітчизняної війни (9 могил) | 1974 (перепоховання)                                             | Солом'янська пл.                            |                      | Рішення виконавчого комітету Київської міськради народних депутатів від 30.07.1984 № 693, історія |
| 95    | Братська могила, в якій поховані воїни Радянської армії, що загинули в роки Великої Вітчизняної війни (9 могил) | 1974 (перепоховання)                                             | Солом'янська пл.                            |                      | Рішення виконавчого комітету Київської міськради народних депутатів від 30.07.1984 № 693, історія |
| 96    | Братська могила, в якій поховані воїни Радянської армії, що загинули в роки Великої Вітчизняної війни (9 могил) | 1974 (перепоховання)                                             | Солом'янська пл.                            |                      | Рішення виконавчого комітету Київської міськради народних депутатів від 30.07.1984 № 693, історія |
| 97    | Братська могила, в якій поховані воїни Радянської армії, що загинули в роки Великої Вітчизняної війни (9 могил) | 1974 (перепоховання)                                             | Солом'янська пл.                            |                      | Рішення виконавчого комітету Київської міськради народних депутатів від 30.07.1984 № 693, історія |
| 98    | Братська могила, в якій поховані воїни Радянської армії, що загинули в роки Великої Вітчизняної війни (9 могил) | 1974 (перепоховання)                                             | Солом'янська пл.                            |                      | Рішення виконавчого комітету Київської міськради народних депутатів від 30.07.1984 № 693, історія |
| 99    | Братська могила, в якій поховані воїни Радянської армії, що загинули в роки Великої Вітчизняної війни (9 могил) | 1974 (перепоховання)                                             | Солом'янська пл.                            |                      | Рішення виконавчого комітету Київської міськради народних депутатів від 30.07.1984 № 693, історія |
| 100   | Братська могила, в якій поховані льотчики Радянської армії, що загинули в роки Великої Вітчизняної війни (5 могил) | 1974 (перепоховання)                                             | Солом'янська пл.                            |                      | Рішення виконавчого комітету Київської міськради народних депутатів від 30.07.1984 № 693, історія |
| 101   | Братська могила, в якій поховані льотчики Радянської армії, що загинули в роки Великої Вітчизняної війни (8 могил) | 1974 (перепоховання)                                             | Солом'янська пл.                            |                      | Рішення виконавчого комітету Київської міськради народних депутатів від 30.07.1984 № 693, історія |
| 102   | Могила Вегіна Н. В., учасника громадянської війни | 1974 (перепоховання)                                             | Солом'янська пл.                            |                      | Рішення виконавчого комітету Київської міськради народних депутатів від 17.11.1987 № 1112, історія |
| 103   | Могила Кустова І. Є., старшого лейтенанта, Героя Радянського Союзу | 1974 (перепоховання)                                             | Солом'янська пл.                            |                      | Рішення виконавчого комітету Київської міськради народних депутатів від 30.07.1984 № 693, історія |
| 104   | Могила Окунєва А. К., старшого сержанта, Героя Радянського союзу, в якій поховані воїни Радянської армії, що загинули в роки Великої Вітчизняної війни (10 могил) | 1974 (перепоховання)                                             | Солом'янська пл.                            |                      | Рішення виконавчого комітету Київської міськради народних депутатів від 30.07.1984 № 693, історія |
| 105   | Могила Рудзинського М. А., підпільника, який діяв в роки Великої Вітчизняної війни | 1974 (перепоховання)                                             | Солом'янська пл.                            |                      | Рішення виконавчого комітету Київської міськради народних депутатів від 05.09.1977 № 1332, історія |
|       | Технікум міністерства суднобудівельної промисловості |                                                                  |                                             |                      | |
| 106   | Корпус 1 | 1950—1953; 1965 (вставка)                                        | Дениса Монастирського вул., 7               | № 260                | Рішення виконавчого комітету Київської міськради народних депутатів від 18.11.1986 № 1107, цивільна архітектура |
| 107   | Корпус 2 | 1950—1953; 1965 (вставка)                                        | Дениса Монастирського вул., 7               | № 260                | Рішення виконавчого комітету Київської міськради народних депутатів від 18.11.1986 № 1107, цивільна архітектура |
| 108   | Середня школа | 1930-і рр.                                                       | Митрополита Василя Липківського вул., 29    |                      | Наказ Головного управління охорони культурної спадщини від 25.06.2011 № 10/38-11, цивільна архітектура |
| 109   | Могил братських 40 (Солом'янське кладовище, військове) |                                                                  | Митрополита Василя Липківського вул., 119/2 |                      | Рішення виконавчого комітету Київської міськради народних депутатів від 30.07.1984 № 693, історія |
| 110   | Особняк | поч. XX ст.                                                      | Федорова Івана вул., 26                     |                      | Наказ Головного управління охорони культурної спадщини від 25.09.2006 № 53, житлова архітектура |
| 111   | Контора товарна Південно-Західної залізниці | 1902—1907                                                        | Федорова Івана вул., 32                     | № 190                | Рішення виконавчого комітету Київської міськради народних депутатів від 21.01.1986 № 49, цивільна архітектура |
|       | Залізнична колонія |                                                                  | Архітектора Кобелєва вул.,1/5               |                      | |
| 112   | Пам’ ятник Кудряшову В. І., Герою Радянського Союзу, учаснику Великої Вітчизняної війни | 1972                                                             | Архітектора Кобелєва вул., 1/5              |                      | Рішення виконавчого комітету Київської міськради народних депутатів від 17.11.1987 № 1112, монументальна скульптура |
| 113   | Притулок для дітей-сиріт співробітників Південно-Західної залізниці, в якому навчалися Кулаков Н. М., віце-адмірал, Герой Радянського союзу; Кудряшов В. С., керівник київського підпілля; Соколов А. М., льотчик, Герой Радянського союзу                             | 1900; 1906                                                       | Архітектора Кобелєва вул., 1/5              | № 191/0              | Рішення виконавчого комітету Київської міськради народних депутатів від 21.01.1986 № 49, житлова архітектура |
| 114   | Будинок першої в Росії хіміко-технічної лабораторії Південно-Західної залізниці | 1899—1911                                                        | Архітектора Кобелєва вул., 3/8              |                      | Рішення Рішення виконавчого комітету Київської міськради народних депутатів від 30.07. 86 № 693, історія |
| 115   | Пам'ятний знак на місці третьої лінії оборони м. Києва у липні-вересні 1941 р. під час Великої Вітчизняної війни | 1941; встановлено у 1965                                         | Валерія Лобановського просп., 22-24         |                      | Рішення виконавчого комітету Київської міськради народних депутатів від 27.01.1970 № 159, монументальна скульптура |
| 116   | Пам'ятник Ушинському К. Д., педагогу | 1974                                                             | Чоколівський бульв.                         |                      | Рішення виконавчого комітету Київської міськради народних депутатів від 21.08.1975 № 840, монументальна скульптура |
| 117   | Пам'ятник робітникам заводу «Більшовик», що загинули у роки Великої Вітчизняної війни | 1975                                                             | Гетьмана Вадима вул., 2                     |                      | Рішення виконавчого комітету Київської міськради народних депутатів від 21.08.1975 № 840, монументальна скульптура |
| 118   | Пам'ятник В. І. Леніну |                                                                  | Гетьмана Вадима вул., 2                     |                      | Рішення виконавчого комітету Київської міськради народних депутатів від 17.11.1987 № 1112, монументальна скульптура |
| 119   | Завод Я. Гретера та О. Криваненка, робітники якого під час революції 1905 р. створили «Шулявську робітничу республіку»; у жовтні 1917 р. та січні 1918 р. брали участь у збройному повстанні; працювали Герої Радянського Союзу, учасники ІІ Світової війні            | 1890; 1944 (відбудова)                                           | Гетьмана Вадима вул., 2-4                   |                      | Наказ Головного управління охорони культурної спадщини від 25.06.2011 № 10/38-11, історія |
| 120   | Пам'ятний знак на честь командного пункту № 167 Сумсько-Київської дивізії, яка у 1943 р. визволяла м. Київ | 1987                                                             | Гетьмана Вадима вул., 2                     |                      | Рішення виконавчого комітету Київської міськради народних депутатів від 17.11.1987 № 1112, монументальна скульптура |